# Afroguatteria bequaertii
Afroguatteria bequaertii är en kirimojaväxtart som först beskrevs av De Wild., och fick sitt nu gällande namn av Raymond Boutique. Afroguatteria bequaertii ingår i släktet Afroguatteria och familjen kirimojaväxter. Inga underarter finns listade i Catalogue of Life.